# Безимена епизода (стрип)
Епизода без наслова је 4. епизода серијала Кобра новосадског ауторског тандема Керац-Обрадовић објављена у ЈУ стрипу 1979. године.

## Кратак садржај
За време снимања акционог филма који режира Џозефа Ортон, Кобру посећује пријатељица Сандра. Кобра прича Сандри да је забринут јер у Ортоновим филмовима често гину каскадери. (У претходном филму су му погинула два, а у овом већ један.)
На снимању наредног дана гине још један каскадер у опасној сцени аутомобилског судара. Кобра је сада све уверенији да се ради о намештаљци, тј. да неко намерно убија каскадере.
Исте ноћи Кобра одлази у студио да провери аутомобиле, али га ту нападају двоје непознатих нападача. Кобра успева да савлада једног, али други бежи на мотоциклу.
Сутрадан увече, Кобру нападају тројица непознатих нападача у усамљеној улици. Али Кобри у помоћ прискаче Сандра, и њих двоје успевају да их савладају. Кобра у том тренутку повезује конце и схвата да је организатор убистава Лидија Ленд, продуценткиња која је остала без новца и намерно од режисера захтева снимање екстремно опасних акционих сцена како би се филмови што боље продали. Од када је почела да продуцира такве филмове, њихова гледаност се удвостручила, али је неколико каскадера изгубило жувот. У намери да побегне од Кобре, Лидија седа на мотоцикл и трагично окончава живот.

## Основни подаци
Епизода је настала у лето 1978. године, али је објављена у ЈУ стрипу бр. 174/1 који је изашао 1979. године. Сценарио је написао Тоза Обрадовић, нацртао је Бане Керац. Епизода је имала 20 страна.

## Наслов епизоде
Занимљиво је да је ово још једна епизода Кобре која нема наслов. На 1. станици пише само Кобра (исто то пише и на 1. страници 1. епизоде), тако да се не зна да ли је ”Кобра” назив стрипа или наслов епизоде. На свим остлим почетним странцама Керац је обавезно стављао Кобра као име стрипа, али и наслов епизоде.